# Microlophus peruvianus
La lagartija peruana, lagartija de las playas o qalaywa (Microlophus peruvianus) es una especie de lagartija en la familia tropiduridae, propia de la costa desértica del Perú, Ecuador y norte de Chile.

## Descripción
Es una especie escurridiza que mide entre 12 y 35 centímetros. Su cola y cuerpo son alargados, cubierto por escamas córneas. Sus cuatro extremidades son cortas y posee mandíbulas dentadas. Es capaz de regenerar su cola una vez perdida. Las hembras ponen de 1 a 5 pequeños huevos elípticos.

## Ecología

### Dieta
Se alimenta de una amplia diversidad de especies por lo que M. peruvianus es considerada una especie con dieta de tipo generalista. Consume principalmente artrópodos, material vegetal e incluso juveniles de su propia especie.

### Hábitos
Puede llegar a las orillas para alimentarse del forraje. Evita las olas debido a que no puede nadar. Puede soltar la cola de modo defensivo al igual que otras especies de lagartijas.

## Hábitat

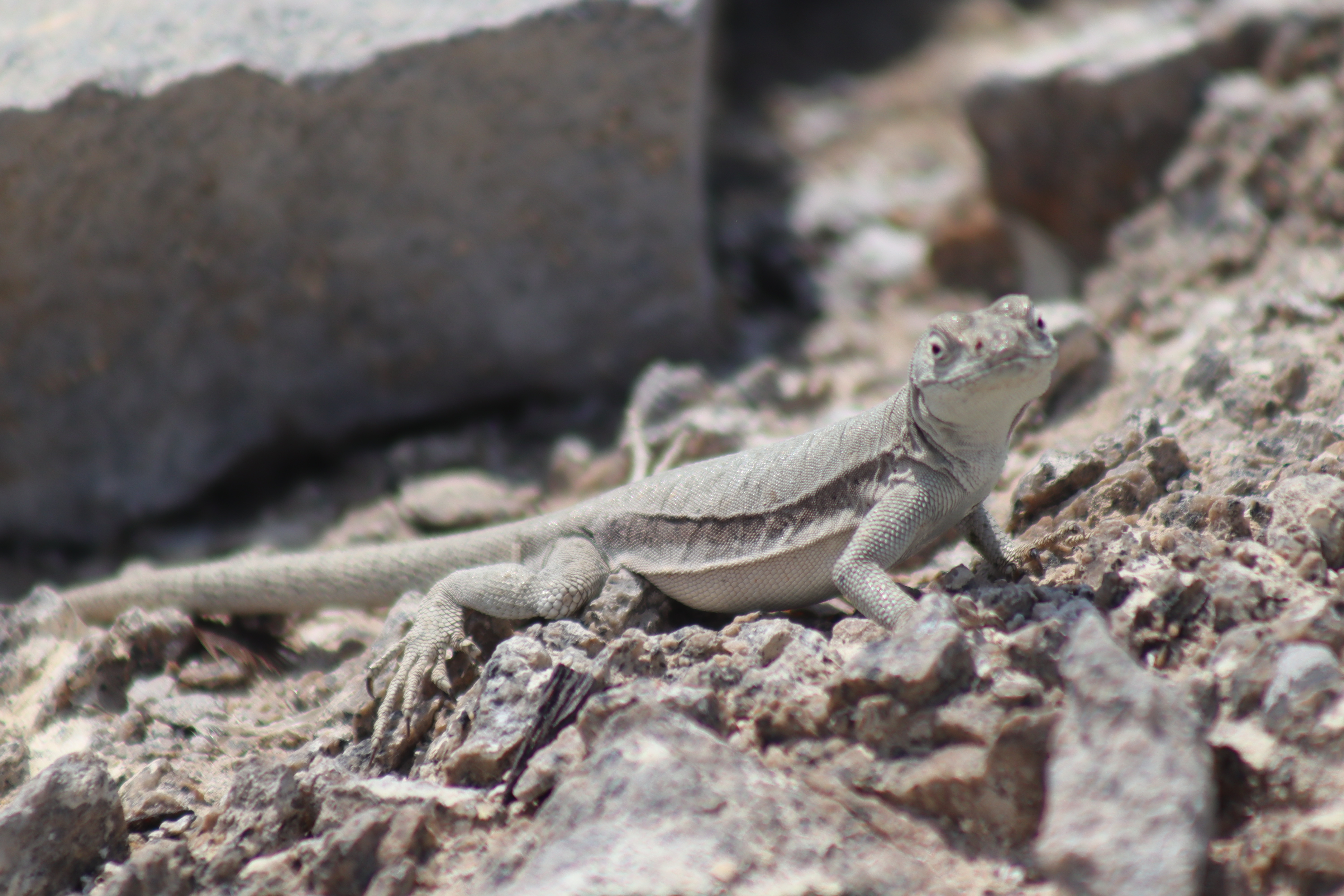
Espécimen en Isla Blanca, Chimbote, Perú

Su hábitat se encuentra en todo el desierto costero del Perú, Ecuador y el norte de Chile. Suele vivir en las hendiduras que se forman entre las rocas y arenas donde se meten de cabeza por medio de rápidos y onsulantes movimientos. Actualmente se encuentra protegida en la Reserva Nacional de Paracas (región Ica), Reserva Nacional de Lachay y Zona Reservada Pantanos de Villa (ambos en la región Lima) y en el Santuario Nacional Manglares de Tumbes (región Tumbes).

## Importancia económica y cultural
Microlophus peruvianus fue representada en textiles y cerámicos prehispánicas por las civilizaciones peruanas Moche, Chancay, Nazca, Paracas y Ancón. Los textiles de la cultura Paracas muestran representaciones bordadas de esta especie.